# Tanja Schneider
Tanja Schneider (* 19. Februar 1974 in Lienz/Osttirol) ist eine ehemalige österreichische Skirennläuferin. Ihre Spezialdisziplinen waren Abfahrt, Super-G und Riesenslalom.

## Biografie
Schneider startete für den Skiclub TSU Kartitsch (Osttirol). Das erste Mal aufmerksam wurde man auf Tanja Schneider bei den österreichischen Jugendmeisterschaften 1989/90, als sie in der Abfahrt gewann. Im Jahr darauf gewann sie erneut in der Abfahrt, dem Super-G und in der Kombination. Außerdem belegte sie im Riesenslalom den zweiten und im Slalom den vierten Rang.
Bei den Juniorenweltmeisterschaften 1991 enttäuschte sie, als sie nur den 25. Rang im Super-G erreichte. Ihr Debüt im Weltcup gab sie am 26. Februar 1993 in Veysonnaz mit einem 29. Rang. In dieser Saison durfte sie auch noch im Super-G in Morzine und bei der Abfahrt von Kvitfjell starten. 1998 gewann sie die Europacupwertung im Super-G.
In ihrer Karriere waren die zweiten Plätze im Jänner 2000 bei der Abfahrt von Cortina d’Ampezzo und beim Super-G von Zauchensee die besten Platzierungen. Zusätzlich erreichte sie noch zwei dritte Plätze bei Weltcuprennen. Für die hervorragende Technikerin war das geringe Körpergewicht ein großer Nachteil.
Tanja Schneider belegte bei den Skiweltmeisterschaften 2001 in St. Anton am Arlberg im Super-G den 16. Rang. Bei den Olympischen Spielen 2002 in Salt Lake City kam sie ebenfalls im Super-G zum Einsatz, konnte das Rennen aber nicht beenden.
Nach der Saison 2003/04 beendete Schneider ihre Karriere, bis zu diesem Zeitpunkt war sie auch Teil des Heeressportzentrums des Österreichischen Bundesheers.

## Erfolge

### Alpine Skiweltmeisterschaften
- 16. Rang im Super-G bei den Weltmeisterschaften von St. Anton

### Alpiner Skiweltcup
- 2. Rang in der Abfahrt von Cortina d’Ampezzo 2000
- 2. Rang im Super-G von Zauchensee 2000
- 10. Rang Gesamtwertung 1999/2000

### Weitere Erfolge
- 2 Siege bei Europacup-Rennen
- 7 Siege bei FIS-Rennen